# Styloleptus laticollis
Styloleptus laticollis är en skalbaggsart som först beskrevs av Fisher 1925.  Styloleptus laticollis ingår i släktet Styloleptus och familjen långhorningar.
Artens utbredningsområde är Bahamas. Inga underarter finns listade i Catalogue of Life.